# Allan Kayser
Allan Kayser, właśc. Allan Joseph Kayser II (ur. 18 grudnia 1963 w Littleton) – amerykański aktor.

## Życiorys
Urodził się i dorastał w Littleton w stanie Kolorado. W latach 1978–1982 uczęszczał do Columbine High School. Niedługo po ukończeniu liceum Kayser przeprowadził się do Los Angeles i rozpoczął karierę aktorską. Studiował aktorstwo w Central Missouri State University w Warrensburg w Missouri. 
Debiutował na ekranie w głównej roli nastolatka Jasona, który wspólnie z trzema kolegami podróżuje w poszukiwaniu pracy do ośrodka wypoczynkowego w Meksyku w komedii Hot Chili (1985) na podstawie scenariusza Menahema Golana z udziałem Armando Silvestre, Connie Sawyer i Roberta Z’Dara. Film otrzymał negatywną ocenę od serwisu filmowego AllMovie. Przełomem w karierze była rola Bubba Higgins w sitcomie NBC Rodzina mamy (Mama’s Family, 1986–1990), za którą w 1989 zdobył nominację do Nagrody Młodych Artystów. W 1992 gościł w talk show Vicki Lawrence Vicki!.
Kayser był wcześniej żonaty z Lori, z którą miał dwójkę dzieci. 23 sierpnia 2014 zawarł związek małżeński z Sarą. Mają dwójkę dzieci.

## Wybrana filmografia
- 1985: Hot Chili jako Jason
- 1986: Noc pełzaczy (Night of the Creeps) jako Brad
- 1997: Podróż serca (Journey of the Heart) jako Glen
- 2002: Zostać koszykarką (Double Teamed) jako ojciec Nickyego